# Hervé Emmanuel Nkom
Pour les articles homonymes, voir Nkom (homonymie).
Hervé Emmanuel Nkom, né en 1953 au Cameroun, est un homme politique et directeur de société camerounais. 

## Biographie

### Naissance et débuts
Hervé Emmanuel Nkom est né en 1953 au Cameroun. Il fait des études en droit, banque, sciences politiques et défense. Diplômé de l'Institut international d’administration publique (IIAP) de Paris.

### Carrière
En septembre 1984, il occupe le poste de directeur du Crédit commercial de France. Il quitte cette fonction en octobre 1998 et rejoint le même mois la fonction de conseil du Président du groupe Oberthur, spécialisé dans l’imprimerie jusqu’en décembre 2006.

#### Chef d'entreprise
Il est banquier et à la tête de l'entreprise Matana Capital basée en France.

#### Parcours politique
Il est membre du comité central du RDPC,. Sa candidature est rejetée du fait de sa double nationalité.